# Reusel-De Mierden
Reusel-De Mierden – gmina w prowincji Brabancja Północna w Holandii. Liczy sobie 12 728 mieszkańców (2014). Stolicą gminy jest miejscowość Reusel (8190 mieszk.). Oprócz niej na terytorium gminy leżą też: Hooge Mierde (1670 mieszk.), Hulsel (720 mieszk.), Lage Mierde (2000 mieszk.) i De Hoef.
Przez gminę przechodzą główne drogi N269 oraz N284. 11,5 km. od Reusel leży port lotniczy Eindhoven.